# Episodi de La piccola grande Nell (seconda stagione)
La seconda stagione della serie televisiva La piccola grande Nell è stata trasmessa in anteprima negli Stati Uniti d'America dalla NBC tra il 2 ottobre 1982 e il 5 maggio 1983.
| nº | Titolo originale                | Titolo italiano | Prima TV USA     | Prima TV Italia |
| -- | ------------------------------- | --------------- | ---------------- | --------------- |
| 1  | Nell Goes to Jail               |                 | 2 ottobre 1982   |                 |
| 2  | Brother Ed and the Hooker       |                 | 9 ottobre 1982   |                 |
| 3  | Sam's Imaginary Friend          |                 | 16 ottobre 1982  |                 |
| 4  | Grandpa's Visit                 |                 | 23 ottobre 1982  |                 |
| 5  | Take My Baby, Please            |                 | 30 ottobre 1982  |                 |
| 6  | Porko's II                      |                 | 6 novembre 1982  |                 |
| 7  | The Chief's Gay Evening         |                 | 13 novembre 1982 |                 |
| 8  | Katie Steals Julie's Jock       |                 | 27 novembre 1982 |                 |
| 9  | Sam Faces Death                 |                 | 4 dicembre 1982  |                 |
| 10 | Nell Goes Door to Door          |                 | 11 dicembre 1982 |                 |
| 11 | Love Thy Neighbor               |                 | 18 dicembre 1982 |                 |
| 12 | Love, Kidney                    |                 | 6 gennaio 1983   |                 |
| 13 | Julie Smokes                    |                 | 13 gennaio 1983  |                 |
| 14 | The Centerfold: Part 1          |                 | 20 gennaio 1983  |                 |
| 15 | The Centerfold: Part 2          |                 | 27 gennaio 1983  |                 |
| 16 | The Custody Suit                |                 | 10 febbraio 1983 |                 |
| 17 | The Return of the Doo-Wop Girls |                 | 17 febbraio 1983 |                 |
| 18 | Eddie Gets Married              |                 | 24 febbraio 1983 |                 |
| 19 | Grandpa Robs a Bank             |                 | 3 marzo 1983     |                 |
| 20 | Glenlawn Street Blues           |                 | 10 marzo 1983    |                 |
| 21 | Nell and the Kid                |                 | 28 aprile 1983   |                 |
| 22 | Nell Gets Sick                  |                 | 5 maggio 1983    |                 |